# Ordonnaz
Ordonnaz – miejscowość i gmina we Francji, w regionie Owernia-Rodan-Alpy, w departamencie Ain.

## Demografia
Według danych na styczeń 2012 roku gminę zamieszkiwały 154 osoby, a gęstość zaludnienia wynosiła 10,35 osób/km².